# Zangherella
Zangherella és un gènere d'aranyes araneomorfes de la família dels anàpids (Anapidae). Fou descrita per primera vegada per Caporiacco l'any 1949.

## Taxonomia
L'any 2016, d'acord amb el World Spider Catalog, el gènere té 3 espècies:
- Zangherella algerica, (Simon, 1895)
- Zangherella apuliae, (Caporiacco, 1949)
- Zangherella relicta, (Kratochvíl, 1935)

L'àrea de distribució és el sud d'Europa i el nord d'Àfrica.